# Conchalí
Conchalí è un comune del Cile della provincia di Santiago. Si trova nella Regione Metropolitana di Santiago. Al censimento del 2002 possedeva una popolazione di 133.256 abitanti.

## Amministrazione

### Gemellaggi
- Leganés

## Società

### Evoluzione demografica
| Censimento del 1992 | Censimento del 2002 |
| 152.919 ab.         | 133.256 ab.         |